# Harbor Beach
Harbor Beach es una ciudad ubicada en el condado de Huron en el estado estadounidense de Míchigan. En el Censo de 2010 tenía una población de 1703 habitantes y una densidad poblacional de 315,36 personas por km².

## Geografía
Harbor Beach se encuentra ubicada en las coordenadas 43°50′41″N 82°39′17″O / 43.84472, -82.65472. Según la Oficina del Censo de los Estados Unidos, Harbor Beach tiene una superficie total de 5.4 km², de la cual 4.53 km² corresponden a tierra firme y (16.16%) 0.87 km² es agua.

## Demografía
Según el censo de 2010, había 1703 personas residiendo en Harbor Beach. La densidad de población era de 315,36 hab./km². De los 1703 habitantes, Harbor Beach estaba compuesto por el 96.36% blancos, el 0.23% eran afroamericanos, el 0.35% eran amerindios, el 1.12% eran asiáticos, el 0% eran isleños del Pacífico, el 0.18% eran de otras razas y el 1.76% pertenecían a dos o más razas. Del total de la población el 0.65% eran hispanos o latinos de cualquier raza.